# Lista di compagnie aeree defunte degli Stati Uniti (A-C)
| Compagnia aerea                          | Stato o territorio   | Immagine | IATA     | ICAO | Indicativo di chiamata | Hub e focus city                     | Fondazione | Termine operazioni | Note |
| ---------------------------------------- | -------------------- | -------- | -------- | ---- | ---------------------- | ------------------------------------ | ---------- | ------------------ | --- |
| 0–9                                      |                      |          |          |      |                        |                                      |            |                    | |
| 135 Airlines                             | Texas                |          |          | GNL  |                        | Dallas Love Field                    | 1995       | 1995               | [ 1 ] |
| 4 W Air                                  | Alaska               |          |          |      |                        | King Salmon                          | 2003       | 2003               | [ 2 ] |
| A                                        |                      |          |          |      |                        |                                      |            |                    | |
| AAA Air Enterprises                      | Nebraska             |          |          |      |                        | Eppley Airfield                      | 1977       | 1986               | Acquisita da Mid-Continent Airlines.                                                                                                   |
| AAI Alaska Aeronautical Industries       | Alaska               |          | YC       | ALR  |                        | Anchorage                            | 1954       | 1987               | [ 4 ] |
| AAXICO                                   | Florida              |          |          |      |                        | Miami                                | 1946       | 1966               | Acquisita da Saturn Airways. |
| Abbe Air Cargo                           | Alaska               |          |          |      |                        | Wasilla                              | 2001       | 2003               | Operava il C-47. |
| ABC Airlines                             | California           |          |          |      |                        | Ontario                              | 1965       | 1966               | [ 6 ] |
| Absaroka Airways                         | Montana              |          |          |      |                        | Red Lodge                            | 1994       | 2012               | Voli panoramici attorno alle montagne Beartooth. Operava Cessna 172.                                                                   |
| ACA Aviation Corporation of the Americas | Alaska               |          |          |      |                        | Anchorage                            | 1927       | 1932               | Fondata da Juan Trippe. |
| Academy Airlines                         | Georgia              |          |          | ACD  | ACADEMY                | Atlanta                              | 1979       | 2006               | [ 9 ] |
| AccessAir                                | Iowa                 |          | ZA       | CYD  | CYCLONE                | Des Moines                           | 1998       | 2001               | |
| Ace Air Cargo Express                    | Ohio                 |          | CG       | AER  |                        | Cleveland Hopkins                    | 1976       | 1982               | Rinominata in Shalkow Air Cargo Express. Operava C-47.                                                                                 |
| Ace Airways                              | Massachusetts        |          |          |      |                        |                                      | 1965       | 1971               | Operava Beech D18S. |
| Ace Aviation                             | Maine                |          |          |      |                        |                                      | 1979       | 2000               | Servizio air charter. |
| ACM Aviation                             | California           |          |          | BJT  | BAYJET                 | San Jose                             | ?          | 2010               | Acquisita da TWC Aviation. |
| Action Airlines                          | Connecticut          |          | XQ       | AXQ  | ACTION AIR             | Goodspeed                            | 1979       | 2000               | [ 14 ] |
| Active Aero Charter                      | Michigan             |          |          | AVR  | ACTIVE AERO            | Willow Run                           | 1999       | 2000               | [ 15 ] |
| ADI Aerodynamics                         | Michigan             |          | 4A       | DYN  | AERODYNAMICS           | Oakland Pontiac                      | 2011       | 2018               | Acquisita da California Pacific Airlines. Operava Embraer ERJ 145.                                                                     |
| ADI Domestic Airlines                    | Illinois             |          |          | C14  |                        | Chicago O'Hare                       | 1992       | 1998               | [ 17 ] |
| Adirondack Airlines                      | New York             |          |          |      |                        | Adirondack                           | 1991       | 1991               | [ 18 ] |
| Admiral Airways                          | California           |          |          |      |                        | Burbank                              | 1959       | 1962               | Fondata come Quaker City Airways. Operava Lockheed Constellation.                                                                      |
| Admiralty Air                            | Florida              |          |          |      |                        | Palm Beach                           | 2009       | 2017               | Operava Embraer ERJ-135 |
| Ads-Aloft                                | Washington           |          |          |      |                        | Seattle                              | 1994       | 1995               | Azienda di pubblicità aerea. |
| Advanced Air Management                  | California           |          |          |      |                        | Burbank                              | 2000       | 2015               | Rinominata in Zetta Jet. |
| Adventure Airlines                       | Nevada               |          |          |      |                        | Las Vegas McCarran                   | 1995       | 1996               | [ 23 ] |
| Adventure Aviation                       | Idaho                |          |          |      |                        | Coeur d'Alene                        | 1995       | 1995               | Voli panoramici. |
| Aerial Transit Company                   | Florida              |          |          | AEZ  | AERIAL TRANZ           | Miami                                | 1982       | 1994               | Venduta a Southeast Cargo Airlines nel 1994. Operava 707 e DC-6.                                                                       |
| Aerie Airlines                           | Tennessee            |          |          |      |                        | Clarksville–Montgomery               | 1971       | 1979               | [ 26 ] |
| Aero Coach                               | Florida              |          | DF       | DFA  | AEROCOACH              | Fort Lauderdale                      | 1983       | 1991               | Operava Cessna 402 e Embraer Bandeirante.                                                                                              |
| Aero Commuter                            | California           |          |          |      |                        | Long Beach                           | 1967       | 1969               | Fusione con Cable Commuter Airlines e Catalina Airlines.                                                                               |
| Aero Contractors                         | Carolina del nord    |          |          |      | Smithfield             |                                      | 1979       | 2006               | Vettore charter che forniva voli per la CIA                                                                                            |
| Aero Corporation of California           | California           |          |          |      |                        | Los Angeles                          | 1926       | 1930               | Operava Universal Aircraft. |
| Aero Flight Services                     | Florida              |          |          |      |                        | Fort Lauderdale                      | 1976       | 2000               | Operava Hawker 400A, Learjet 23 e Learjet 25.                                                                                          |
| Aero Limited                             | Florida              |          |          |      |                        | Miami                                | 1919       | 1919               | Acquisita da Aeromarine Sightseeing and Navigation Company.                                                                            |
| Aero Taxi Rockford                       | Illinois             |          |          |      |                        | Chicago Rockford                     | 1998       | 2001               | Vettore cargo. |
| Aero Union                               | California           |          |          |      |                        | Chico                                | 1960       | 2011               | |
| Aero Virgin Islands                      | Isole Vergini        |          |          |      |                        | St. Thomas                           | 1977       | 1990               | |
| Aero West Airlines                       | Colorado             |          |          |      |                        | Colorado Springs                     | 1982       | 1982               | Acquisiti gli asset della Royal West Airlines Operava DC-3.                                                                            |
| Aeroamerica                              | Washington           |          | EO       | AEO  | AEROAMERICA            | Seattle Berlin Tegel                 | 1973       | 1982               | |
| Aerocosta                                | Florida              |          |          |      |                        | Miami                                | 1972       | 1972               | Vettore cargo. |
| Aerodynamics Inc.                        | Georgia              |          | 4A       | DYN  | AERODYNAMICS           | Denver                               | 1959       | 2018               | Acquisita da California Pacific Airlines.                                                                                              |
| Aeroflex Corporation                     | New Jersey           |          |          |      |                        | Aeroflex–Andover                     | 1958       | 1971               | Operava Beech E18S, Beech Bonanza e Hiller UH-12.                                                                                      |
| Aerolaska                                | Alaska               |          |          |      |                        |                                      | 1982       | 1986               | [ 37 ] |
| Aeromarine Airways                       | Florida              |          | Key West |      |                        |                                      | 1921       | 1924               | Operava Felixstowe F5L. |
| Aeromarine West Indies Airways           | Florida              |          |          |      |                        | Biscayne Bay                         | 1920       | 1924               | Nata da una fusione tra Florida West Indies Airways e Aeromarine Sightseeing and Navigation Company. Rinominata in Aeromarine Airways. |
| Aeromech Airlines                        | Virginia occidentale |          | KC       | RZZ  | AEROMECH               | North Central West Virginia          | 1951       | 1983               | Confluita in Wright Airlines. |
| Aeronaut Air Services                    | Mississippi          |          |          |      |                        | Gulfport-Biloxi                      | 1966       | 1966               | Operava DC-3. |
| Aerostar Airlines                        | Georgia              |          |          |      |                        | Atlanta                              | 1981       | 1983               | Andata in bancarotta e venduta a Flight International Airlines. Operava Boeing 727.                                                    |
| Aerosun International                    | Florida              |          |          | ASI  | AEROSUN                | Miami                                | 1978       | 1982               | Nata come Red Carpet Airlines. Operava Convair 440 e DC-3.                                                                             |
| Aerovias Sud Americana                   | Florida              |          |          |      |                        | Tampa                                | 1947       | 1965               | Rinominata in Air Americana. Operava C-46, DC-6A e DC-4.                                                                               |
| AEX Air                                  | Arizona              |          |          | DST  | DESERT                 | Phoenix Sky Harbor                   | 2004       | 2006               | Operatore charter. |
| Aho Flying Service                       | Alaska               |          |          |      |                        | Anchorage                            | 1930       | 1930               | [ 45 ] |
| Air 1                                    | Missouri             |          | CB       | AON  | GATEWAY                | St. Louis Lambert                    | 1983       | 1985               | Operava Boeing 727 e Jetstream 31. |
| Air Alaska Cargo                         | Washington           |          | 8S       |      |                        | Spokane                              | 1986       | 1998               | Nata come Salair. |
| Air America                              | District of Columbia |          | GM       | AMR  | AIR AMERICA            | Saigon Vientiane Udorn               | 1950       | 1976               | Fondata da Claire Lee Chennault come Civil Air Transport. Operava voli per la CIA.                                                     |
| Air America                              | California           |          | GM       | AMR  |                        | Los Angeles                          | 1989       | 1990               | Nata come Total Air nel 1984. |
| Air Americana                            | Florida              |          |          |      |                        | Tampa                                | 1965       | 1981               | Nata come Aerovias Sud Americana nel 1947. Operava DC-3 e Lockheed L-1649.                                                             |
| Air Astro                                | California           |          |          |      |                        | Los Angeles                          | 1968       | 1971               | Operava Carstedt Jet Liner 600. |
| Air Atlanta                              | Georgia              |          | CC       | CRB  | AIRLAN                 | Atlanta                              | 1984       | 1987               | |
| Air Aurora                               | Illinois             |          | AX       | AAI  |                        | Aurora                               | 1977       | 2000               | Operatore di air taxi. |
| Air Bahia                                | California           |          |          |      |                        | San Diego                            | 1979       | 1980               | |
| Air Bama                                 | Alabama              |          |          | ABI  |                        | Montgomery                           | 1978       | 1984               | Operava Beech 18 e HP Jetstream. |
| Air Berlin USA                           |                      |          | AB       | BER  | AIR BERLIN             | Berlin Tegel                         | 1978       | 1992               | Nata da Air Berlin GmbH & Co. Luftverkehrs KG nel 1990.                                                                                |
| Air California                           | California           |          | OC       | ACL  | AIRCAL                 | Orange County                        | 1967       | 1987               | Confluita in American Airlines. |
| Air Cargo Express                        | Alaska               |          | 3K       | FXG  | CARGO EXPRESS          | Fairbanks                            | 1995       | 1995               | [ 54 ] |
| Air Cargo Hawaii                         | Hawaii               |          |          |      |                        | Honolulu                             | 1977       | 1992               | Nata nel 1973 come Air Distribution. Operava Shorts Skyvan.                                                                            |
| Air Cargo Masters                        | Dakota del sud       |          |          |      |                        | Sioux Falls                          | 1995       | 2006               | Operava Beech 1900, Beech Queen Air e SA227.                                                                                           |
| Air Cargo Transport                      | New Jersey           |          |          |      |                        | Newark                               | 1945       | 1948               | Operava C-47. |
| Air Caribbean                            | Porto Rico           |          |          |      |                        | San Juan                             | 1975       | 1979               | |
| Air Carolina                             | Carolina del sud     |          | FN       |      |                        | Florence                             | 1967       | 1980               | Nata come Florence Airlines. Confluita in Atlantis Airlines.                                                                           |
| Air Carriers                             | Alabama              |          |          | FCI  |                        | Chilton County                       | 1989       | 2003               | Operava Cessna 208 Caravan. |
| Air Carriers Express Services            | Georgia              |          |          |      |                        | Atlanta                              | 1985       | 1985               | Operava Cessna 208 Caravan. |
| Air Catalina                             | California           |          |          |      |                        | Catalina                             | 1965       | 1976               | Nata come Catalina Channel Airlines.                                                                                                   |
| Air Central                              | Minnesota            |          |          |      |                        | Minneapolis–Saint Paul               | 1972       | 1973               | Operava Cessna. |
| Air Central                              | Oklahoma             |          |          |      |                        | Enid Woodring                        | 1978       | 1980               | Rinominata in Trans-Central Airlines. Operava Piper Chieftain.                                                                         |
| Air Central                              | Texas                |          |          | ACS  | AIR CENTRAL            | Harlingen                            | 1978       | 1979               | [ 46 ] |
| Air Chaparral                            | Nevada               |          |          | MAV  | MAVERICK               | Reno–Tahoe                           | 1980       | 1983               | |
| Air Charter Service                      | California           |          |          |      |                        | Riverside                            | 1968       | 1972               | Operava Beech Bonanza e Cessna 150. |
| Air Charter West                         |                      |          |          |      |                        |                                      | 1974       | 1977               | [ 68 ] |
| Air Chicago                              | Illinois             |          |          |      |                        | Chicago Midway                       | 1981       | 1982               | [ 69 ] |
| Air Chico                                | California           |          |          |      |                        | Chico                                | 1980       | 1982               | [ 46 ] |
| Air Colorado                             | Colorado             |          |          | TAC  |                        | Denver                               | 1980       | 1981               | [ 70 ] |
| Air Commuter Airlines                    | Ohio                 |          |          |      |                        | Cleveland Burke                      | 1967       | 1968               | Confluita in Wright Airlines. |
| Air Continental                          | Ohio                 |          |          | NAR  | NIGHT AIR              | Cleveland Hopkins                    | 1979       | 1989               | Acquisita dalla US Check Airlines. Operava Learjet 23.                                                                                 |
| Air Contract Cargo                       | Michigan             |          |          |      |                        | Oakland County                       | 1983       | 1992               | Operava per Gulf and Caribbean Cargo.                                                                                                  |
| Air Cortez                               | California           |          | AB       | ACI  | AIR CORTEZ             | Ontario                              | 1977       | 1986               | |
| Air Distribution                         | Hawaii               |          |          |      |                        | Honolulu                             | 1973       | 1975               | Operava per Air Cargo Hawaii. Operava Shorts Skyvan.                                                                                   |
| Air East                                 | Pennsylvania         |          |          |      |                        | Johnstown–Cambria                    | 1967       | 1974               | [ 74 ] |
| Air East                                 | Texas                |          |          |      |                        | Scholes–Galveston                    | 1969       | 1971               | Nata come Aerosmith Airlines. |
| Air East Airlines                        | Louisiana            |          |          |      |                        | Lafayette                            | 1970       | 1980               | Collegava New Orleans. |
| Air Enterprises                          | Virginia occidentale |          |          |      |                        | Huntington Tri-State                 | 1969       | 1971               | Rinominata in Tri-State Flying Service.                                                                                                |
| Air Excursions                           | Alaska               |          |          |      |                        | Gustavus                             | 2013       | 2013               | Fondata da Steve Wilson. Operava per Alaska Seaplane.                                                                                  |
| Air Exec Ontario                         | California           |          |          |      |                        | Ontario                              | 1981       | 1985               | Operava DC-3. |
| Air Express                              | Colorado             |          |          |      |                        | Denver                               | 1932       |                    | [ 46 ] |
| Air Ferries                              | California           |          |          |      |                        | Alameda                              | 1930       | 1933               | Collegava San Francisco e Oakland. |
| Air Florida                              | Florida              |          | QH       | FLA  | PALM                   | Miami                                | 1971       | 1984               | Air Florida Commuter era un'affiliata.                                                                                                 |
| Air Florida Commuter                     | Florida              |          | QH       | FLA  | PALM                   | Miami                                | 1980       | 1984               | Air Florida Commuter era un'affiliata.                                                                                                 |
| Air Hawaii                               | Hawaii               |          | HP       |      |                        | Honolulu                             | 1977       | 1983               | Fondata da Bruce McKenzie dalla fusione tra Island Pacific Air e Air Molokai.                                                          |
| Air Hawaii                               | Hawaii               |          | XK       | AHC  | AIR HAWAII             | Honolulu                             | 1985       | 1986               | |
| Air Hemet                                | California           |          |          |      |                        | Hemet-Ryan                           | 1964       | 1984               | Collegava i paesi nel deserto con Los Angeles.                                                                                         |
| Air Holiday International                | Wisconsin            |          |          |      |                        | Milwaukee                            | 1973       | 1977               | Posseduto da Robert W. Larson. |
| Air Idaho                                | Idaho                |          |          |      |                        | Twin Falls                           | 1974       | 1975               | Fondata da Trans Magic Airlines. |
| Air Illinois                             | Illinois             |          | UX       | AIL  | AIR ILLINOIS           | Springfield–Branson                  | 1970       | 1984               | |
| Air Indiana                              | Indiana              |          |          |      |                        | Evansville                           |            |                    | |
| Air Iowa                                 | Iowa                 |          |          |      |                        | Muscatine                            | 1971       | 1974               | Operava Beech 18. |
| Air Irvine                               | California           |          |          |      |                        | Orange County                        | 1982       | 1983               | Acquisita da Dash Air. |
| Air Juneau                               | Alaska               |          |          |      |                        | Juneau                               | 2001       | 2001               | [ 87 ] |
| Air Kentucky                             | Kentucky             |          | KN       | AKY  | AIR KENTUCKY           | Owensboro–Daviess                    | 1970       | 1989               | Ha iniziato le operazioni nel 1974. |
| Air Ketchum                              | Idaho                |          | L3       |      |                        | Hailey                               | 1999       | 2000               | Operava Beech King Air. |
| Air L.A.                                 | California           |          | UE       | UED  |                        | Los Angeles                          | 1982       | 1995               | Acquistata Conquest Airlines. |
| Air Lincoln                              | Illinois             |          |          | ALN  | CHICAGO LINCOLN        | Chicago Midway                       | 1982       | 1982               | [ 46 ] |
| Air Link Airlines                        | Colorado             |          |          | LNK  | AIR LINK               | Denver                               | 1981       | 1984               | Fondata come Valley Airpark. Acquisita da Fort Collins Flying Service nel 1981.                                                        |
| Air Link Airways                         | Texas                |          |          |      |                        | Houston Bush                         | 1986       | 1988               | [ 90 ] |
| Air Marc                                 | New York             |          |          |      |                        | New York Kennedy                     | 1984       | 1985               | Fondata come Eastman Airways. |
| Air Metro Airlines                       | Michigan             |          | DZ       |      |                        | Traverse City                        | 1975       | 1976               | Operava Beech 99. |
| Air Miami                                | Florida              |          | VW       |      |                        | Miami                                | 1977       | 1980               | Rinominata in North American Airlines. Operava CASA 212.                                                                               |
| Air Michigan                             | Michigan             |          |          |      |                        | Kalamazoo                            | 1969       | 1972               | Operava Beech 99, Twin Otter e Cessna 310.                                                                                             |
| Air Mid-America Airlines                 | Illinois             |          |          |      |                        | Chicago Meigs Field                  | 1969       | 1970               | Operava DC-3. |
| Air Midway                               | Nebraska             |          |          |      |                        | Kearney                              | 1992       | 1994               | Fondata da Clyde Mikelson. Operava Cessna 185 e Piper Aztec.                                                                           |
| Air Midwest                              | Kansas               |          | ZV       | AMW  | AIR MIDWEST            | Kansas City                          | 1965       | 2008               | Ha iniziato le operazioni nel 1967. |
| Air Missouri                             | Michigan             |          | BF       |      |                        | Kirksville                           | 1976       | 1978               | Fondata come Horizon Airways. Operava Cessna 207.                                                                                      |
| Air Molokai                              | Hawaii               |          |          |      |                        | Honolulu                             | 1985       | 1988               | Fondata come Tropic Airlines. |
| Air National                             |                      |          | 6A       | ANE  | AIR TARA               |                                      | 1981       | 1984               | [ 96 ] |
| Air Nebraska                             | Nebraska             |          |          |      |                        | Kearney                              | 1976       | 1981               | Operava Cessna 402 e Piper Navajo. |
| Air Nevada                               | California           |          |          |      |                        | Los Angeles                          | 1969       | 1970               | Fondata come Hawthorne-Nevada Airlines. Operava DC-3.                                                                                  |
| Air Nevada                               | Nevada               |          |          | ANV  | AIR NEVADA             | Las Vegas McCarran                   | 1974       | 1998               | |
| Air New England                          | Massachusetts        |          | NE       |      |                        | Boston                               | 1970       | 1981               | |
| Air New Mexico                           | Nuovo Messico        |          |          |      |                        | Las Cruces                           | 1980       | 1980               | Fondata come Zia Airlines. |
| Air New-Mexico                           | Nuovo Messico        |          |          |      |                        |                                      | 1961       | 1964               | [ 100 ] |
| Air New Orleans                          | Alabama              |          | NT       | ANL  | AIR NEW ORLEANS        | Birmingham–Shuttlesworth             | 1981       | 1988               | |
| Air New Ulm                              | Minnesota            |          |          |      |                        | New Ulm                              | 1973       | 1977               | Rinominata in Lake State Airways. |
| Air Newark Inc.                          | New Jersey           |          | 2N       | NER  | NEWAIR                 | Fort Lee                             | 1961       | 1964               | [ 102 ] |
| Air Niagara                              | New York             |          | NA       |      |                        | Niagara Falls                        | 1978       | 1984               | |
| Air North                                | Vermont              |          | NO       | ANO  | AIR NORTH              | Burlington                           | 1963       | 1988               | Fondata come Northern Airways. Acquisita da Brockway Air nel 1983.                                                                     |
| Air North                                | Alaska               |          |          |      |                        | Fairbanks                            | 1982       | 1984               | [ 103 ] |
| Air O’Hare                               | Illinois             |          |          |      |                        | Chicago O'Hare                       | 1974       | 1975               | Operava C-47AQ Skytrain. |
| Air Oasis                                | California           |          |          |      |                        |                                      | 1962       | 1964               | Operava DC-3. |
| Air Olympia                              | Washington           |          |          |      |                        | Olympia                              | 1981       | 1982               | [ 106 ] |
| Air Oregon                               | Oregon               |          | JT       |      | AIR OREGON             | Portland                             | 1978       | 1981               | Confluita in Horizon Air. |
| Air Pac                                  | Alaska               |          | 5P       | APM  | ALASKA PACIFIC         | Dutch Harbor                         | 1982       | 1986               | Rinominata in Air Pacific. |
| Air Pacific                              | California           |          | IK       |      |                        | Oakland                              | 1970       | 1981               | Fondata come Eureka Aero. Si è unita con Gem State Airlines per creare Golden Gate Airlines.                                           |
| Air Pennsylvania                         | Pennsylvania         |          |          |      |                        | Reading                              | 1976       | 1982               | |
| Air Rajneesh                             | Oregon               |          |          |      |                        | Big Muddy Ranch                      | 1985       | 1985               | Operava Convair 240. |
| Air Resorts                              | California           |          | UZ       | ARZ  | AIR RESORTS            | McClellan–Palomar                    | 1975       | 1996               | [ 109 ] |
| Air Response North                       | New York             |          |          | RPS  |                        | New York-LaGuardia                   | 1986       | 2003               | Rinominata in Global Air Response. Operava Learjet 24, Learjet 25 e Learjet 35.                                                        |
| Air San Juan                             | Washington           |          |          |      |                        | Friday Harbor                        | 1990       | 1991               | Fondata come ChartAir. |
| Air Sedona                               | Arizona              |          |          |      |                        | Sedona                               | 1983       | 1988               | [ 113 ] |
| Air Services Inc.                        |                      |          |          |      |                        |                                      |            |                    | |
| Air Shamrock                             |                      |          |          |      |                        |                                      | 1999       | 2007               | |
| Air Shannon                              | Virginia             |          |          |      |                        | Washington National                  | 1966       | 1967               | [ 114 ] |
| Air South (Florida)                      | Florida              |          | GD       |      | SHAWNEE                | Miami Homestead                      | 1986       | 1987               | Operava Trislander. |
| Air South (Georgia)                      | Georgia              |          |          |      |                        | Atlanta                              | 1969       | 1978               | Fondata come Nationwide Airlines Southeast. Acquisita da Florida Airlines nel 1975.                                                    |
| Air South                                | Carolina del sud     |          | WV       | KKB  | KHAKI BLUE             | Columbia (SC)                        | 1993       | 1997               | Ha iniziato le operazioni nel 1994. |
| Air Southwest                            | Texas                |          |          |      |                        | Dallas-Fort Worth                    | 1967       | 1971               | Rinominata in Southwest Airlines nel 1971.                                                                                             |
| Air Spirit                               | Texas                |          |          | SIP  | AIR SPIRIT             | Dallas Love Field                    | 1981       | 1984               | Fondata come Cen-Tex Airlines. Operava Embraer Bandeirante.                                                                            |
| Air St. Thomas                           | Isole Vergini        |          | ZP       | SST  |                        | St. Thomas                           | 1975       | 2005               | |
| Air Sunshine                             | Florida              |          | AG       | AAT  |                        | Miami                                | 1974       | 1979               | Fondata come American Air Taxi nel 1972. Acquisita da Air Florida.                                                                     |
| Air Tahoma                               | Ohio                 |          |          | HMA  | TAHOMA                 | Columbus                             | 1995       | 2009               | [ 120 ] |
| Air Taos                                 | Nuovo Messico        |          |          |      |                        | Taos                                 | 1977       | 1979               | [ 121 ] |
| Air Taxi                                 | Carolina del sud     |          |          |      |                        | Florence                             | 1969       | 1969               | Rinominata in Florence Airlines. |
| Air Texana                               | Texas                |          |          |      |                        | Lufkin                               | 1980       | 1981               | [ 123 ] |
| Air Traders International                | California           |          |          |      |                        | Los Angeles                          | 1980       | 1980               | Operava 2 L-1049 Super Constellation.                                                                                                  |
| Air Traffic Service                      |                      |          |          |      |                        |                                      | 1972       | 1980               | [ 126 ] |
| Air Trails                               | California           |          |          |      |                        | Salinas                              | 1960       | 1999               | Rinominata in Million Air Monterey. Operava Beech King Air, Cessna 310, Cessna 550.                                                    |
| Air Train                                | California           |          |          |      |                        | San Jose                             | 1983       | 1989               | [ 128 ] |
| Air Transit                              | Arizona              |          |          |      |                        | Show Low                             | 1959       | 1968               | [ 129 ] |
| Air Transport Associates                 | Washington           |          |          |      |                        | Seattle                              | 1948       | 1957               | Operava C-46. |
| Air Transport Services                   | Alaska               |          |          |      |                        | Kodiak                               | 1984       | 1988               | Acquisita da PenAir. |
| Air Travel                               | New York             |          |          | ATH  | AIR TRAVEL             | New York Kennedy                     | 1946       | 1946               | Rinominata in Calasia Air Transport.                                                                                                   |
| Air Trine                                | Florida              |          |          |      |                        | Miami                                | 1976       | 1977               | Operava Convair 880. |
| Air U.S.                                 | Wyoming Colorado     |          |          |      |                        | Riverton Denver                      | 1978       | 1984               | Rinominata in Excellair. |
| Air Vectors Airways                      | New York             |          |          |      |                        | Newburgh                             | 1979       | 1985               | Fondata da Jim Aspin. |
| Air Vegas                                | Nevada               |          | 6V       | VGA  | AIR VEGAS              | North Las Vegas                      | 1971       | 2004               | |
| Air Vermont                              | Vermont              |          | MU       | VER  | AIR VERMONT            | Burlington                           | 1981       | 1984               | |
| Air Virginia                             | Virginia             |          | CE       | FVA  | AIR VIRGINIA           | Lynchburg                            | 1979       | 1988               | Fondata come Cardinal Airlines. Rinominata in AVAir nel 1985.                                                                          |
| Air-Lift Commuter                        | Carolina del nord    |          | 3L       | WPK  |                        | Raleigh Durham                       | 1976       | 1988               | Operava Fairchild Swearingen Metroliner.                                                                                               |
| Air-Speed                                | Massachusetts        |          |          |      |                        | Hanscom Field                        | 1974       | 1980               | Operava Beech 99 e Piper Cherokee. |
| Air21                                    | California           |          | A7       | UBA  | AIR21                  | Fresno Yosemite                      | 1995       | 1997               | |
| Airborne Express                         | Washington           |          | GB       | ABX  | ABEX                   | Seattle–Tacoma                       | 1946       | 2003               | Fondata come Airborne Flower Traffic Association of California. Si è unita con Airborne Freight per creare ABX Air.                    |
| Airbourne Freight Company                | Ohio                 |          |          |      |                        | Wilmington                           | 1968       | 1980               | Rinominata in Airborne Express. |
| Airborne Transport                       | Florida              |          |          |      |                        | Miami                                | 1948       | 1948               | Operava Douglas DST-144. |
| Aircharters World                        |                      |          |          | WFT  | WORLD FLIGHT           |                                      | 1994       | 1994               | Vettore charter. |
| AirCal                                   | California           |          | OC       | ACL  | AIRCAL                 | Orange County                        | 1981       | 1987               | Fondata come Air California. |
| Aircraft Pool Leasing Corporation        | Florida              |          |          |      |                        | Miami                                | 1973       | ?                  | Operava L-1049 Super Constellation. |
| AirExec                                  | Maryland             |          |          |      |                        | Ocean City                           | 1973       | 1975               | Operava Twin Otter. |
| Airgo Air Freight                        | Texas                |          |          |      |                        | Dallas Love Field                    | 1977       | 1981               | Operava Vickers Viscount, DC-3 e Convair 440.                                                                                          |
| Airlift International                    | Florida              |          | RD       | AIR  | AIRLIFT                | Miami                                | 1945       | 1991               | Fondata come Riddle Airlines |
| Airline Transport Carriers               | California           |          |          |      |                        | Burbank                              | 1946       | 1948               | Fondata da Charles C. Sherman ed Edna K. Sherman Rinominata in California Central Airlines Operava Douglas DC-3.                       |
| Airmark Aviation                         |                      |          |          | TRH  | TRANSTAR               |                                      | 1991       | 1993               | Rinominata in Transtar Airlines |
| Airmark Corporation                      |                      |          |          | MRC  | AIRMARC                |                                      | 1983       | 1985               | Vettore di charter VIP. |
| AirNow                                   | Vermont              |          |          | RLR  | RATTLER                | Bennington                           | 1957       | 2011               | Fondata come Business Air |
| AirOne                                   |                      |          | K3       | QTN  |                        |                                      | 1998       | 2002               | [ 150 ] |
| Airpac                                   | Alaska               |          |          | APM  | ALASKA PACIFIC         |                                      | 1978       | 1986               | [ 151 ] |
| Airplane Charter by Mercer               |                      |          |          |      |                        | Burbank                              | 1946       | 1955               | Rinominata in Mercer Airlines nel 1955.                                                                                                |
| Airship Airways                          |                      |          |          |      |                        | Fort Lauderdale-Hollywood            | 1998       | 2000               | Rinominata in Planet Airways. |
| Airship Ventures                         | California           |          |          |      |                        | Moffett Federal Airfield             | 2008       | 2012               | |
| AirSpur                                  | California           |          | OT       | ASU  | SPUR EXPRESS           | Los Angeles                          | 1981       | 1985               | Acquisita da Evergreen International Airlines.                                                                                         |
| AirTrain Airlines                        | Pennsylvania         |          |          |      |                        | Pittsburgh                           | 1993       | 1995               | Rinominata in Jettrain nel 1996. |
| AirTran Airways                          | Florida              |          | FL       | TRS  | CITRUS                 | Orlando                              | 1992       | 2014               | Confluita in Southwest Airlines. |
| AirTran JetConnect                       | Georgia              |          | FL       | TRS  | CITRUS                 | Atlanta                              | 2002       | 2004               | |
| AirVantage Airlines                      | Minnesota            |          | 3N       | AVV  | AIRVANTAGE             | St. Paul Downtown                    | 1981       | 1997               | [ 156 ] |
| Airvia Transportation Company            | New York             |          |          |      |                        | New York City                        | 1929       | 1929               | Operava Savoia-Marchetti S.55. |
| Airways International                    | Florida              |          | 4A       | AWB  | AIRNAT                 | Miami                                | 1981       | 1999               | |
| Airways of New Mexico                    | Nuovo Messico        |          |          | ANM  | AIR NEW MEXICO         |                                      | 1977       | 1984               | [ 158 ] |
| Aladdin Air Services                     | Utah                 |          |          |      |                        | Panguitch                            | 1996       | 2001               | [ 159 ] |
| Alair                                    | Alabama              |          | KB       |      |                        | Anniston                             | 1977       | 1979               | [ 160 ] |
| Alamo Jet                                | Alabama              |          | KB       |      |                        | Stinson                              | 1992       | 1998               | Vettore charter. |
| Alaska Aerial Transportation Company     | Alaska               |          |          |      |                        |                                      | 1924       | 1924               | [ 162 ] |
| Alaska Air Taxi                          | Alaska               |          |          |      |                        |                                      | 1995       | 2006               | Operava Texas Turbines Super Otter |
| Alaska Air Transport                     | Alaska               |          |          |      |                        | Juneau                               | 1935       | 1939               | Si è unita con Marine Airways per creare Alaska Coastal Airlines.                                                                      |
| Alaska Cargo                             | Alaska               |          |          |      |                        |                                      | 2004       | 2004               | [ 164 ] |
| Alaska Central Airways                   | Alaska               |          |          |      |                        | Ruby                                 | 1974       | 1981               | Fondata come Tanana Air Taxi. Acquisita da Harold’s Air Service nel 1981.                                                              |
| Alaska Coastal Airlines                  | Alaska               |          |          |      |                        | Juneau                               | 1939       | 1968               | Acquisita da Alaska Airlines. |
| Alaska Flying Tours                      | Alaska               |          |          |      |                        | Fairbanks                            | 2001       | 2001               | Operatore di servizi turistici. |
| Alaska Interior Airlines                 | Alaska               |          |          |      |                        | Anchorage Merrill Field              | 1936       | 1937               | Acquisita da Star Air Lines. |
| Alaska International Air                 | Alaska               |          | BF       | AKA  | INTERALAS              | Anchorage                            | 1972       | 1984               | Fondata come Interior Airways. Acquisita da Great Northern Airlines nel 1984 e rinominata in Markair.                                  |
| Alaska Island Air                        | Alaska               |          |          |      |                        | Petersburg Johnson                   | 1968       | 1988               | Fondata come Lon's Flying Service. |
| Alaska Island Airways                    | Alaska               |          |          |      |                        | Juneau                               | 1946       | 1954               | Si è unita con Alaska Coastal Airlines                                                                                                 |
| Alaska Mountain Flying Service           | Alaska               |          |          |      |                        |                                      | 1992       | 2009               | [ 171 ] |
| Alaska Southern Airways                  | Alaska               |          |          |      |                        |                                      | 1932       | 1934               | [ 172 ] |
| Alaska Star Airlines                     | Alaska               |          |          |      |                        | Anchorage                            | 1932       | 1944               | Fondata come Star Air Lines. Rinominata in Alaska Airlines nel 1944.                                                                   |
| Alaska West Air                          | Alaska               |          |          |      |                        |                                      | 1989       | 2009               | [ 174 ] |
| Alaska-Washington Airways                | Alaska               |          |          |      |                        |                                      | 1929       | 1930               | Acquisita da Seattle-Wenatchee-Yakima Airways.                                                                                         |
| Alaskan Airways                          | Alaska               |          |          |      |                        |                                      | 1930       | 1932               | Acquisita da Pacific Alaska Airways.                                                                                                   |
| Alaskan Coastal Airways                  | Alaska               |          |          |      |                        |                                      | 1986       | 1986               | [ 177 ] |
| Albany Air                               | New York             |          | YU       |      |                        | Albany                               | 1979       | 1979               | |
| Albany Air Service                       | New York             |          |          |      |                        | Albany                               | 1962       | 1964               | [ 178 ] |
| Alii Air Hawaii                          | Hawaii               |          |          |      |                        |                                      | 1970       | 1975               | Rinominata in Brandt Air nel 1975. |
| ALL                                      | Colorado             |          |          |      |                        | Front Range                          | 1988       | 2006               | Vettore cargo/charter. |
| All American Aviation                    | Pennsylvania         |          |          |      |                        | Pittisburgh                          | 1937       | 1939               | |
| All Hawaii Air                           | Hawaii               |          |          |      |                        | Honolulu                             | 1979       | 1979               | Vettore cargo. |
| All Star Airlines                        | Massachusetts        |          |          | ASR  | ALL STAR               | Woburn                               | 1985       | 1993               | Vettore charter. |
| All American Airways                     | California           |          |          |      |                        | Oakland                              | 1948       | 1959               | Rinominata in Saturn Airways. Operava C-46.                                                                                            |
| All West Freight                         | Alaska               |          |          |      |                        | Nikiski                              | 1996       | 2012               | Operava Fairchild C-123 Provider. |
| All-America Airlines                     | California           |          |          |      |                        | Long Beach                           | 1994       | 1994               | [ 185 ] |
| Allcair Air Transport                    | Texas                |          |          |      |                        | Laredo                               | 1993       | 1993               | Operava Douglas C-118. |
| Allegheny Air Cargo                      | Pennsylvania         |          |          |      |                        | Pittsburgh                           | 1947       | 1947               | Operava Douglas DC-3. |
| Allegheny Airlines                       | Pennsylvania         |          | AL       | ALO  | ALLEGHENY              | Pittsburgh                           | 1959       | 1979               | Rinominata in US Airways |
| Allegheny Commuter                       | Pennsylvania         |          |          |      |                        | DuBois                               | 1969       |                    | Rinominata in Crown Airways |
| Allen Air Commuter                       | Kansas               |          |          |      |                        | Topeka                               | 1967       | 1975               | Fondata come Allen Aviation. Acquisita da Capitol Airlines.                                                                            |
| Alliance Airlines                        | Illinois             |          |          | ALZ  | ALLIANCE AIR           | Chicago O'Hare                       | 1984       | 1988               | Acquisita da Great Lakes Airlines. |
| Allied Air Freight                       | Florida              |          |          |      |                        | Miami-Opa Locka                      | 1996       | 2001               | Operava Douglas C-47 |
| Aloha Airlines                           | Hawaii               |          | AQ       | AAH  | ALOHA                  | Honolulu                             | 1946       | 2008               | Fondata come Trans-Pacific Airlines. Le operazioni di cargo sono ancora attive con Aloha Air Cargo.                                    |
| Aloha IslandAir                          | Hawaii               |          |          |      |                        | Honolulu                             | 1987       | 1992               | Fondata come Princeville Airways. Acquisita da Island Air.                                                                             |
| Aloha Pacific                            | Hawaii               |          |          |      |                        | Honolulu                             | 1984       | 1985               | [ 192 ] |
| Alpha Air                                | California           |          | 7V       | ALH  | ALPHA AIR              | Los Angeles                          | 1976       | 1995               | [ 193 ] |
| Alpine Airbus                            | California           |          |          |      |                        | Los Angeles                          | 1973       | 1973               | [ 194 ] |
| Alpine Aviation                          | Nevada               |          |          |      |                        | Nevada County Air Park               | 2005       | 2005               | [ 195 ] |
| Alpine Aviation Corporation              | Illinois             |          |          |      |                        | Chicago Rockford                     | 1980       | 1981               | [ 196 ] |
| Altair Airlines                          | Pennsylvania         |          | AK       | AAR  | ALTAIR                 | Philadelphia                         | 1967       | 1982               | |
| Altus Airlines                           | Oklahoma             |          | 2U       | AXS  | ALTUS                  | Altus/Quartz Mountain                | 1985       | 1987               | [ 197 ] |
| Alyeska Air Service                      | Alaska               |          |          | ALY  | ALYESKA                | Anchorage                            | 1982       | 1989               | [ 198 ] |
| Ambassadair                              | Indiana              |          |          |      |                        | Indianapolis                         | 1974       | 1981               | Operava Boeing 720 e Boeing 727. |
| Ambassador Airlines                      | Nevada               |          |          |      |                        | Las Vegas McCarran                   | 1963       | 1968               | Sussidiaria di American Trans Air. Operava Beech 18 e Aero Commander 500.                                                              |
| Amelia Airways                           | Florida              |          |          |      |                        | Fort Lauderdale Executive            | 1993       | 2000               | On-demand service Operava Piper Navajo Chieftain.                                                                                      |
| America West Airlines                    | Arizona              |          | HP       | AWE  | CACTUS                 | Phoenix Sky Harbor                   | 1981       | 2005               | Ha iniziato le operazioni nel 1983. Confluita in US Airways.                                                                           |
| America West Express                     | Nevada               |          | RP       | CHQ  | AIR SHUTTLE CHATAUQUA  | Las Vegas McCarran                   | 1985       | 2005               | |
| AmericAir                                | Oklahoma             |          | DE       | AAR  | PATRIOT                | Washington Dulles                    | 1983       | 1985               | [ 202 ] |
| American Air Taxi                        | Florida              |          |          |      |                        | Key West                             | 1960       | 1974               | Rinominata in Air Sunshine (1974). Operava Beech 99, Piper Aztec e de Havilland Heron.                                                 |
| American Air Transport                   | Florida              |          |          |      |                        | Miami                                | 1948       | 1954               | Operava come The Cloud Coach. Operava C-46.                                                                                            |
| American Central Airlines                | Iowa                 |          | JR       | AAR  |                        | Dubuque                              | 1980       | 1984               | [ 205 ] |
| American Export Airlines                 | New York             |          |          |      |                        | New York-LaGuardia                   | 1937       | 1945               | Rinominata in American Overseas Airlines.                                                                                              |
| American Flyers Airline                  | Oklahoma             |          |          |      |                        | Ardmore                              | 1949       | 1971               | Acquisita da Universal Airlines. |
| American International Airways           | Florida              |          |          |      |                        | Key West                             | 1926       | 1927               | Servizio idrovolante verso L'Avana. |
| American International Airways           | New York             |          |          |      |                        | New York-LaGuardia                   | 1947       | 1949               | Operava Boeing 314 e DC-4. |
| American International Airways           | Pennsylvania         |          | CB       | CKS  |                        | Philadelphia                         | 1967       | 2000               | Si è unita con Kitty Hawk International ed è stata rinominata in Kalitta Air.                                                          |
| American International Airways           | New Jersey           |          |          |      |                        | Atlantic City                        | 1981       | 1984               | Fondata come Commercial Airlines nel 1980. Operava MD-80 e DC-9.                                                                       |
| American Overseas Airlines               | New York             |          |          |      |                        | New York-LaGuardia                   | 1937       | 1950               | Fondata come American Export Airlines. Si è unita con Pan American Airways.                                                            |
| American Overseas                        |                      |          |          |      |                        |                                      | 1980s      | 1980s              | |
| American Railway Express                 | District of Columbia |          |          |      |                        | Washington, D.C.                     | 1918       | 1929               | Rinominata in Railway Express Agency. Operava un Handley Page.                                                                         |
| American Trans-Oceanic Company           | New York             |          |          |      |                        | Port Washington                      | 1916       | 1928               | |
| AmericanConnection                       | Illinois             |          | AX       |      |                        | Chicago O'Hare                       | 2001       | 2014               | |
| AMI Jet Charter                          | California           |          |          |      |                        | San Francisco                        | 1998       | 2007               | [ 211 ] |
| Amistad Airline                          | Texas                |          |          |      |                        | Del Rio                              | 1966       | 1980               | [ 212 ] |
| Anchorage Air Transport                  | Alaska               |          |          |      |                        | Anchorage                            | 1927       | 1928               | [ 213 ] |
| Anchorage Airways                        | Alaska               |          |          |      |                        | Anchorage                            | 1981       | 1982               | Fondata come Air Logistics. |
| Angier Flying Service                    | Carolina del nord    |          |          |      |                        | Piedmont Triad                       | 1975       | 1975               | [ 215 ] |
| Antelope Airlines                        | Wyoming              |          |          |      |                        | Gillette–Campbell                    | 1974       | 1975               | [ 216 ] |
| Apache Airlines                          | Arizona              |          |          |      |                        | Phoenix Sky Harbor                   | 1957       | 1970               | [ 217 ] |
| Apex Air Cargo                           |                      |          |          | APX  | PARCEL EXPRESS         | Honolulu                             | 1987       | 1989               | [ 218 ] |
| Apollo Airways                           | California           |          |          | SNC  | SONIC                  | Santa Barbara                        | 1969       | 1982               | Rinominata in Pacific Coast Airlines.                                                                                                  |
| Appalachian Airlines                     | Tennessee            |          | DI       |      |                        | Tri-Cities                           | 1977       | 1980               | |
| Arctic Circle Air                        | Alaska               |          | 5F       | CIR  | AIR ARCTIC             | Fairbanks                            | 1973       | 2009               | Acquisita da Era Alaska. |
| Arctic Frontier Airways                  | Washington           |          |          |      |                        | Seattle                              | 1948       | 1948               | [ 220 ] |
| Arctic Guide Air Taxi                    | Alaska               |          |          |      |                        | Barrow                               | 1974       | 1985               | Vettore charter. |
| Arctic Pacific Airlines                  | Washington           |          |          |      |                        | Seattle-Tacoma                       | 1947       | 1970               | Vettore charter. |
| Arctic Transportation Services           | Alaska               |          | 7S       | RCT  |                        | Anchorage                            | 1950       | 2010               | Rinominata in Ryan Air Services. |
| Argonaut Airways                         | Florida              |          |          |      |                        | Miami                                | 1946       | 1966               | Operava DC-3 e C-46. |
| Argosy Air Lines                         | Florida              |          | VJ       | ARY  | GOSEY                  | Fort Lauderdale Executive            | 1971       | 1978               | [ 224 ] |
| Aries Air Cargo                          | California           |          |          |      |                        | Los Angeles                          | 1973       | 1973               | Vettore cargo. |
| Arista International Airlines            | New York             |          | RY       |      |                        | New York Kennedy                     | 1982       | 1984               | Fondata come Tourlite International Airlines nel 1980.                                                                                 |
| Arizona Air                              | Arizona              |          |          | AAE  | ARIZONA                | Scottsdale                           | 1992       | 1995               | Voli panoramici e charter. |
| Arizona Airways                          | Arizona              |          |          | AAE  | ARIZONA                | Phoenix Sky Harbor                   | 1946       | 1950               | Si è fusa con Summit Airways e Monarch Air Lines per creare Frontier Airlines (1950–1986)                                              |
| Arizona Airways (1993–1996)              | Arizona              |          | VZ       | AZY  | ARIZAIR                | Tucson                               | 1993       | 1996               | |
| Arizona Airways Express                  | Arizona              |          |          |      |                        | Tucson                               | 1995       | 1996               | Confluita in Great Lakes Airlines. |
| Arizona Express                          | Arizona              |          | K7       | TMP  | TEMPE                  | Phoenix Sky Harbor                   | 2001       | 2005               | [ 228 ] |
| Arizona Helicopters                      | Arizona              |          |          |      |                        | Chandler                             | 1970s      | 1970s              | Operava in Laos negli anni '70. |
| Arizona Pacific Airlines                 | Arizona              |          |          | AZP  | ARIZONA PACIFIC        | Flagstaff                            | 1981       | 1982               | Fondata come Omni Airlines. |
| Arkansas Traveler Airline                | Arkansas             |          |          | HOG  | HOG-AIR                |                                      | 1984       | 1984               | [ 230 ] |
| Armstrong Air Service                    | Alaska               |          |          |      |                        | Dillingham                           | 1985       | 1989               | [ 231 ] |
| Arnold Air Service                       | Alaska               |          |          |      |                        |                                      | 1946       | 1946               | Operava Douglas DC-3. |
| Aroostook Airways                        | Maine                |          |          |      |                        | Presque Isle                         | 1969       | 1972               | |
| Arrow Air                                | Florida              |          | JW       | APW  | BIG A                  | Miami                                | 1947       | 2010               | |
| Arrowhead International Airlines         | Minnesota            |          |          |      |                        | Duluth                               | 1929       | 1930               | Si è unita con Canadian-American Airlines. Operava Lockheed Vega.                                                                      |
| ASA (Alaska Southcoast Airways)          | Alaska               |          |          |      |                        |                                      | 1974       | 1974               | [ 234 ] |
| ASA International Airlines               | Florida              |          |          |      |                        | Tampa                                | 1961       | 1965               | Fondata come Aerovias Sud Americana Inc.                                                                                               |
| ASAP (All Seasons Air Pacific)           | California           |          |          |      | ALL                    | Long Beach                           | 1981       | 1983               | [ 236 ] |
| Asheville Flying Service                 | Carolina del nord    |          |          |      |                        | Asheville                            | 1982       | 1983               | [ 237 ] |
| Aspen Airways                            | Colorado             |          | AP       | ASP  | ASPEN AIR              | Denver Stapleton                     | 1952       | 1990               | Confluita in Air Wisconsin. |
| Aspen Airways Air Taxi                   | Colorado             |          |          |      |                        | Aspen                                | 1953       | 1955               | Rinominata in Aspen Airways. |
| Aspen Mountain Air                       | Colorado             |          | AD       |      |                        | Denver                               | 1996       | 1998               | |
| Associated Air Transport                 | Florida              |          |          |      |                        | Miami                                | 1949       | 1962               | Operava Sikorsky VS-44, DC-3, C-46 e L-749                                                                                             |
| Astar Air Cargo                          | Florida              |          | ER       | DHL  | DAHL                   | Cincinnati/Northern Kentucky         | 1969       | 2012               | |
| Astec Air East                           | New York             |          |          | AAE  | AIR EAST               | Canandaigua                          | 1974       | 1982               | [ 240 ] |
| Astro Airways                            | Arkansas             |          | JW       | AST  | ASTRO-AIR              | Pine Bluff                           | 1969       | 1995               | [ 241 ] |
| ATA Airlines                             | Indiana              |          | TZ       | AMT  | AMTRAN                 | Chicago Midway                       | 1973       | 2008               | Fondata come Ambassadair. |
| ATA Connection                           | Illinois             |          |          |      |                        | Chicago Midway                       | 1983       | 2008               | |
| Atlanta Express                          | Georgia              |          | FX       |      | AYTEX                  | Atlanta                              | 1982       | 1987               | Confluita in Sunbird Airlines. |
| Atlanta Helicopter Airways               | Georgia              |          |          |      | CITRUS                 | Atlanta                              | 1960       | n/a                | [ 243 ] |
| Atlanta Skylarks                         | Georgia              |          |          | SLK  | SKYLARK                | Atlanta                              | 1966       | 1986               | Rinominata in Independent Air nel 1986.                                                                                                |
| Atlantic & Pacific Airlines              | Texas                |          |          |      |                        |                                      | 1947       | 1947               | Operava Douglas DC-3. |
| Atlantic Air                             | Massachusetts        |          |          | GAA  | ATLANTIC AIR           | Boston                               | 1981       | 1984               | Rinominata in BEX Business Express. |
| Atlantic and Gulf Coast Airlines         | Carolina del sud     |          |          |      |                        | Savannah-Hilton Head                 | 1937       | 1937               | [ 247 ] |
| Atlantic Central Airlines                | Maine                |          |          |      |                        | Bangor                               | 1975       | 1976               | Operava Beech 18. |
| Atlantic City Airlines                   | New Jersey           |          |          |      |                        | Atlantic City                        | 1965       | 1977               | Rinominata in Southern Jersey Airways Operava Twin Otters.                                                                             |
| Atlantic Coast Airlines                  | Virginia             |          |          |      |                        | Washington Dulles                    | 1989       | 2006               | Confluita in Independence Air. |
| Atlantic Coast Jet                       |                      |          |          |      |                        |                                      | 1989       | 2003               | Operava Dornier 328. |
| Atlantic Gulf Airlines                   | Florida              |          | ZY       | AGF  | ATLANTIC GULF          | Tampa                                | 1983       | 1986               | |
| Atlantic North Airlines                  | New Hampshire        |          | 8M       | SDD  | SKY DANCE              | Laconia                              | 1993       | 1993               | Confluita in Ocean Air Tradeways. |
| Atlantic Seaboard Airlines               | New Jersey           |          |          |      |                        | Bader Field                          | 1960       | 1961               | [ 251 ] |
| Atlantic Southeast Airlines              | Georgia              |          | EV       | ASQ  | ACEY                   | Detroit                              | 1979       | 2011               | Confluita in ExpressJet. |
| Atlantis Airlines                        | Carolina del nord    |          | SG       | AAO  | ATLANTIS AIR           | Charlotte                            | 1979       | 1991               | Rinominata in Eastern Atlantis Express.                                                                                                |
| ATO America Trans-Oceanic Company        | Florida New York     |          |          |      |                        | Miami Long Island City               | 1920       | 1921               | Acquisita da Curtiss-Metropolitan Airplane Company.                                                                                    |
| Atorie Air                               | Texas                |          |          | PAV  | ATORIE-AIR             | El Paso                              | 1983       | 1986               | Fondata come Pronto Aviation Services. Operava Douglas DC-3.                                                                           |
| ATX Air Services                         | Texas                |          |          |      |                        | Fort Worth Alliance                  | 2016       | 2016               | Rinominata in Hillwood Airways. |
| Austin Express                           | Texas                |          | 7V       | TXX  | COWBOY                 | Austin-Bergstrom                     | 1997       | 2000               | |
| Austral Aviation                         | Wisconsin            |          | AL       | SYX  |                        | Milwaukee Mitchell                   | 1994       | 2008               | [ 255 ] |
| Av Atlantic                              | Florida              |          | G6       | KYC  | DOLPHIN                | Fort Lauderdale–Hollywood            | 1991       | 1996               | |
| AVAir                                    | Carolina del nord    |          |          |      |                        | Raleigh Durham                       | 1986       | 1989               | Ex operatore di American Eagle. |
| Avalon Air Transport                     | California           |          |          |      |                        | Long Beach                           | 1953       | 1963               | Fondata come Catalina Air Transport.                                                                                                   |
| Avery Aviation                           | Wyoming              |          |          |      |                        | Greybull                             | 1961       | 1969               | Operava Consolidated Privateer e Cessna 180.                                                                                           |
| Aviation Enterprises                     | Texas                |          |          |      |                        |                                      | 1940       | 1947               | Rinominata in Trans-Texas Airways. |
| Aviation Services Inc.                   | Kansas               |          |          |      |                        | Wichita                              | 1967       | 1969               | Fondata da Gary M. Adamson. Rinominata in Air Midwest.                                                                                 |
| Aviex Jet                                | Texas                |          |          |      |                        | Houston                              | 1979       | 1999               | Operava Super King Air 200, Learjet 25 e Aero Commander 1121 Jet Commander.                                                            |
| Avolar                                   | Nevada               |          |          | VLX  | AVOLAR                 | Las Vegas McCarran                   | 2001       | 2002               | [ 262 ] |
| Aztec Air                                | Florida              |          |          |      |                        | Panama City                          | 1967       | 1996               | [ 263 ] |
| Aztec Air                                | California           |          |          |      |                        | Long Beach                           | 1989       | 1989               | Vettore charter. |
| Aztec Airlines                           | Texas                |          |          |      |                        | El Paso                              | 1966       | 1967               | [ 265 ] |
| B                                        |                      |          |          |      |                        |                                      |            |                    | |
| B & C Aviation                           | Tennessee            |          |          |      |                        | Nashville                            | 1973       | 1999               | Operava Learjet 24 e Learjet 25. |
| B Airways                                | Florida              |          |          |      |                        | Miami                                | 1989       | 1990               | Operava Douglas DC-3. |
| B Airways Air Cargo                      | Florida              |          |          |      |                        | Miami                                | 1997       | 1999               | [ 268 ] |
| B.A.S Airlines                           | Ohio                 |          |          |      |                        | Youngstown–Warren                    | 1981       | 1988               | Fondata come Skyline Motors Aviation.                                                                                                  |
| Bahamas Express                          | Florida              |          |          |      |                        | Miami                                | 1987       | 1988               | Fondata come Pacific Inter Air. Rinominata in Majestic Air.                                                                            |
| Baja Cortez Airlines                     | California           |          | XT       | BCA  |                        | Los Angeles                          | 1977       | 1983               | Operava BN Islander, Riley Turbo Skyliner.                                                                                             |
| Bakersfield Aviation Services            | California           |          |          |      |                        | Meadows Field                        | 1973       | 1975               | Operava Beech E18S, Beech Bonanza. |
| Ball Brothers                            | Alaska               |          |          |      |                        | Anchorage                            | 1977       | 1980               | [ 273 ] |
| Baltia Air Lines                         | New York             |          |          |      |                        | New York Kennedy                     | 1989       | 2018               | Rinominata in USGlobal Airways. |
| Baltimore Air Charter                    | Maryland             |          |          |      |                        | Baltimora–Washington                 | 2004       | 2006               | [ 275 ] |
| Baltimore Airways                        | Maryland             |          |          |      |                        | Logan Field                          | 1929       | 1930               | [ 276 ] |
| Baltimore Airways Company                | Maryland             |          |          |      |                        | Park Heights, Baltimora              | 1929       | 1929               | [ 277 ] |
| Baltimore Helicopter Services            | Maryland             |          |          |      |                        | Baltimore–Washington                 | 2004       | 2015               | Rinominata in GrandView Aviation. |
| Bar Harbor Airlines                      | Maine                |          | QO       | AJC  | BAR HARBOR             | Bangor                               | 1950       | 1971               | Confluita in Continental Express. |
| Barnes and Gorst Air Mail                | Washington           |          |          |      |                        | Seattle Lake Union Seaplane Base     | 1927       | 1927               | [ 279 ] |
| Barnhill & McGee Airways                 | Alaska               |          |          |      |                        | Anchorage                            | 1931       | 1932               | |
| Barr Air Transport                       | Alaska               |          |          |      |                        |                                      | 1935       | 1938               | Fondata da Frank Barr. |
| BAX Global                               | Florida              |          | 8W       |      |                        | Miami                                | 1997       | 2011               | Fondata come Burlington Northern Airfreight e successivamente in Burlington Air Express.                                               |
| Bay Valley Air Service                   | California           |          |          |      |                        | San Francisco                        | 1947       |                    | |
| Bee Line                                 | Connecticut          |          |          |      |                        |                                      | 1923       | 1925               | Rinominata in Colonial Air Transport.                                                                                                  |
| Beeson Aviation                          | Kansas               |          |          |      |                        | Concordia                            | 1965       | 1968               | Confluita in Trans-Mo Airlines. |
| Bellair                                  | Alaska               |          | 7G       |      |                        | Anchorage                            | 1980       | 2004               | Operava Volpar Turboliner |
| Bellingham-Seattle Airways               | Washington           |          |          |      |                        | Bellingham                           | 1964       | 1969               | Confluita in Puget Sound Airlines. |
| Bennett-Rodebaugh Company                | Alaska               |          |          |      |                        |                                      | 1927       | 1927               | [ 286 ] |
| Best Airlines                            | Kentucky             |          | IW       | BST  | BESTWAY                | Cincinnati/Northern Kentucky         | 1982       | 1986               | |
| Biegert Aviation                         | Arizona              |          |          |      |                        | Chandler                             | 1984       | 1993               | Vettore cargo Operava Douglas C-54. |
| Big Sky Airlines                         | Montana              |          | GQ       | BSY  | BIG SKY                | Billings Logan                       | 1978       | 2008               | |
| Bimini Island Air                        | Florida              |          |          | BMY  | BIMINI                 | Fort Lauderdale–Hollywood            | 1993       | 2010               | COA rimosso dalla FAA nel 2011 |
| BizAir Shuttle                           | Ohio                 |          | UE       |      |                        | DuPage                               | 2015       | 2015               | Fondata come BizCharters. Operava Dornier 328 e ERJ-135.                                                                               |
| Blackhawk Airways                        | Wisconsin            |          | BB       | BAK  | BLACKHAWK              | Southern Wisconsin                   | 1970       | 1996               | Operava Beech E18S. |
| Blatz Airlines                           | California           |          |          |      |                        | Burbank                              | 1947       | 1962               | Operava DC-3 e DC-4. |
| Blatz Airlines                           | Nevada               |          |          |      |                        |                                      | 1963       | 1963               | Rinominata in Nevada Airlines. |
| Blue Dog                                 | Washington           |          |          |      |                        | Omak                                 | 1968       | 1971               | Operava Aero Commander 560 e Cessna 182.                                                                                               |
| Blue Line Air Express                    | Wisconsin            |          | 4U       |      |                        | Medford                              | 1982       | 1982               | [ 293 ] |
| Blue Moon Aviation                       | Minnesota            |          |          |      |                        | Minneapolis–Saint Paul               | 2003       | 2005               | [ 294 ] |
| Bluebell Aviation                        |                      |          |          |      |                        |                                      | 1969       | 1973               | Rinominata in Wrangler Aviation. |
| Bluegrass Airlines                       | Kentucky             |          |          |      |                        | Bowling Green                        | 1944       | 1946               | |
| Bo-S-Aire                                |                      |          |          | BAA  | BOWMAN AIR             |                                      | 1979       | 1989               | [ 296 ] |
| Bob Harris Flying Service                | Alaska               |          |          |      |                        | Bethel                               | 1956       | 1975               | Rinominata in Yute Air Alaska. |
| Boeing Air Transport                     | Washington           |          |          |      |                        | Boeing Field                         | 1927       | 1930               | |
| Boise Aviation                           | Idaho                |          |          |      |                        | Boise                                | 1967       | 1971               | [ 298 ] |
| Bonanza Air Lines                        | Nevada               |          | BL       |      | BONANZA                | North Las Vegas                      | 1945       | 1968               | Si è unita con Pacific Air Lines e West Coast Airlines per creare Air West.                                                            |
| Bonanza Airlines                         | Arizona              |          |          | BON  | BONAIR                 | Phoenix Sky Harbor                   | 1978       | 1978               | Fondata come Mountain West Airlines.                                                                                                   |
| Borrego Springs Airline                  | California           |          |          |      |                        | Borrego Valley                       | 1968       | 1968               | Rinominata in Sun Aire Lines. |
| Boone County Airlines                    | Kentucky             |          |          |      |                        | Cincinnati/Northern Kentucky         | 1946       | 1950               | |
| Boston Airport Corporation               | Massachusetts        |          |          |      |                        | Boston                               | 1925       | 1926               | Operava Travel Air. |
| Boston Maine-Central Vermont Airways     | Massachusetts        |          |          |      |                        | Boston                               | 1933       | 1940               | Fondata dall'unione di Boston Maine Airways e Central Vermont Airways.                                                                 |
| Boston-Maine Airways                     | Massachusetts        |          |          |      |                        | Boston                               | 1931       | 1933               | [ 303 ] |
| Boston-Maine Airways                     | New Hampshire        |          | E9       | CXS  | CLIPPER CONNECTION     | Hanscom Field                        | 1999       | 2008               | |
| Bowen Air Lines                          | Texas                |          |          |      |                        | Dallas/Fort Worth                    | 1930       | 1935               | Acquisita da Braniff Airways. |
| Braniff International Airways            | Texas                |          | BN       | BNF  | BRANIFF                | Dallas/Fort Worth                    | 1930       | 1982               | Fallita, alcune attività cedute a Braniff Inc.                                                                                         |
| Braniff (1983–1990)                      | Texas                |          | BN       | BNF  | BRANIFF                | Dallas/Fort Worth                    | 1983       | 1990               | Fallita, le attività sono state cedute a Braniff International Airways.                                                                |
| Braniff (1991–1992)                      | Texas                |          | BE       |      |                        | Dallas/Fort Worth                    | 1991       | 1992               | |
| Branson Airlines                         | Florida              |          | E5       | BRN  | BRANSON                | Fort Lauderdale Executive            | 1992       | 1994               | Fondata come Dash Airlines. Rinominata in Eclipse Airlines.                                                                            |
| Bremerton Air Taxi                       | Washington           |          |          |      |                        | Bremerton                            | 1964       | 1969               | [ 306 ] |
| Britt Airways                            | Indiana              |          | RU       | BTA  | BRIT-AIR               | Terre Haute                          | 1956       | 1985               | Fondata come Vercoa Air Service. Confluita in ExpressJet.                                                                              |
| Bristol Bay Air Service                  | Alaska               |          |          |      |                        | Bethel                               | 1930       | 1943               | Acquisita da Ray Petersen Flying Service.                                                                                              |
| Brockway Air                             | Vermont              |          | SS       | CVA  | BROCKWAY               | Burlington                           | 1984       | 1989               | Confluita in Metro Airlines. |
| Brooks Air Transport                     | Alaska               |          |          |      |                        | Fairbanks                            | 1986       | 1986               | Rinominata in Brools Fuel. |
| Brooks Fuel                              | Alaska               |          |          |      |                        | Fairbanks                            | 1986       | 2008               | Fondata come Brools Air Transport. |
| Brower Airlines                          | Iowa                 |          | UD       |      |                        | Fort Madison                         | 1968       | 1980               | Fondata come Brower Airways. |
| Buckeye Air Service                      | Ohio                 |          |          |      |                        | Cleveland Hopkins                    | 1967       | 1971               | [ 311 ] |
| Budyer Air                               | Wyoming              |          |          |      |                        | Evanston                             | 1981       | 1982               | [ 312 ] |
| Buffalo Airways                          | Texas                |          | BV       | BVA  |                        | Waco                                 | 1982       | 1996               | Operava Boeing 707, Canadair CL-44 e Douglas DC-8.                                                                                     |
| Buker Airlines                           | Vermont              |          |          |      |                        | Hartness                             | 1966       | 1968               | Rinominata in Trans East Airlines. |
| Burdett Air Lines                        | California           |          |          |      |                        | Los Angeles                          | 1919       | 1927               | [ 315 ] |
| Burlington Air Express                   | California           |          | 8W       |      |                        | Miami                                | 1986       | 1997               | Confluita in BAX Global. |
| Burlington Airways                       |                      |          |          | BUR  | BURLINGTON             |                                      | 1979       | 1982               | [ 316 ] |
| Burlington Northern Airfreight           | Florida              |          |          |      |                        |                                      | 1972       | 1985               | Rinominata in Burlington Air Express.                                                                                                  |
| Business Express Airlines                | Massachusetts        |          | HQ       | GAA  | BIZEX                  | Boston                               | 1982       | 2000               | Confluita in American Eagle Airlines.                                                                                                  |
| Byerly Airlines                          | Illinois             |          |          |      |                        | Jacksonville                         | 1955       | 1961               | [ 318 ] |
| C                                        |                      |          |          |      |                        |                                      |            |                    | |
| C & M Airlines                           | California           |          |          | REM  | REM                    | Inyokern                             | 1979       | 1985               | Rinominata in Indian Wells Airlines.                                                                                                   |
| C & R Connair                            | Connecticut          |          |          |      |                        |                                      | 1967       | 1971               | [ 320 ] |
| C-Air                                    | California           |          |          |      |                        | Los Angeles                          | 1964       | 1969               | [ 321 ] |
| Cable Commuter Airlines                  | California           |          |          |      |                        | Cable                                | 1967       | 1969               | Fondata come Cable Air Taxi. Acquisita da Aero Commuter.                                                                               |
| Cal Aero Airways                         | California           |          |          |      |                        | Van Nuys                             | 1969       | 1970               | [ 323 ] |
| Cal Jet Elite Air                        | California           |          |          |      |                        | McClellan–Palomar                    | 2015       | 2018               | [ 324 ] |
| Cal Sierra Airlines                      | California           |          |          |      |                        | San Diego                            | 1980       | 1981               | |
| Calasia Air Transport                    | California           |          |          |      |                        | New York Kennedy                     | 1946       | 1950               | Fondata come Air Travel. |
| California Air Charter                   | California           |          |          | CAC  | CALAIR                 | Hollywood Burbank                    | 1968       | 1971               | Rinominata in Ameriflight. |
| California Air Commuter                  | California           |          |          | CLM  | CALCOM                 | Oakland                              | 1975       | 1979               | Posseduta da Martin Aviation. |
| California Air Freight                   | California           |          |          |      |                        |                                      | 1959       | 1959               | [ 328 ] |
| California Air Shuttle                   | California           |          |          |      |                        | Oxnard                               | 1990       | 1990               | Operava Swearingen Metro. |
| California Airways                       | California           |          |          |      |                        | Santa Monica                         | 1979       | 1986               | [ 330 ] |
| California Central Airlines              | California           |          |          |      |                        | Hollywood Burbank                    | 1947       | 1954               | |
| California Eastern Airways               | California           |          |          |      |                        | Oakland                              | 1946       | 1961               | Contratto charter per l'esercito. |
| California Hawaiian Airlines             | California           |          |          |      |                        |                                      | 1946       | 1962               | Operazioni sospese nel 1952, riattivate nel 1955.                                                                                      |
| California Pacific (CalPac)              | California           |          |          |      |                        | Los Angeles                          | 1993       | 2005               | |
| California Pacific Airlines              | California           |          | 4A       | DYN  | AERODYNAMICS           | McClellan–Palomar                    | 2018       | 2019               | |
| California Seaboard Airlines             | Arizona              |          |          | SSB  | CAL SEABOARD           | Laughlin-Bullhead                    | 1983       | 1986               | [ 333 ] |
| California Time Airlines                 | California           |          |          |      |                        | Hollywood Burbank                    | 1963       | 1963               | [ 334 ] |
| Cal-State Airlines                       | California           |          |          |      |                        | Los Angeles                          | 1968       | 1970               | [ 335 ] |
| Cam Air International                    |                      |          | OX       | FLM  | BOXHAULER              |                                      | 1983       | 1986               | Fondata come Fleming International Airways. Rinominata in Spirit of America Airlines.                                                  |
| Canadian Colonial Airways                | New York             |          |          |      |                        | New York Flushing                    | 1928       | 1942               | Operava voli verso Montreal. Rinominata in Colonial Airlines.                                                                          |
| Canadian-American Airlines               | Minnesota            |          |          |      |                        | Minneapolis                          | 1929       | 1930               | Confluita in Arrowhead International Airlines. Operava Lockheed Vega e Travel Air 6000                                                 |
| Cape & Islands Air Freight               | Massachusetts        |          |          |      |                        | Nantucket                            | ?          | 2015               | Divisione di Island Airlines. |
| Cape & Islands Airline                   | Massachusetts        |          |          |      |                        | Hyannis Barnstable                   | 1951       | 1970               | Operava Beech 18, Twin Otter, Piper Navajo e Piper Aztec.                                                                              |
| Cape Smythe Air                          | Alaska               |          | 6C       | CMY  | CAPE SMYTHE AIR        | Barrow                               | 1975       | 2005               | |
| Capital Airlines                         | Washington, D.C.     |          | CA       | CAP  | CAPITOL                | Washington National                  | 1948       | 1961               | Confluita in United Airlines. |
| Capital Cargo International Airlines     | Florida              |          | PT       | CCI  | CAPPY                  | Miami                                | 1996       | 2013               | Confluita in ATI Air Transport International                                                                                           |
| Capitol Airlines                         | Kansas               |          |          |      |                        | Manhattan                            | 1965       | 1989               | Acquisita da Allen Aviation. Operava come Braniff Express.                                                                             |
| Capitol Airways                          | Tennessee            |          | CL       | CL   | CAPITOL                | New York Kennedy                     | 1946       | 1984               | |
| Cardinal Airlines                        | Virginia             |          | NN       | CDA  |                        | Lynchburg                            | 1968       | 1976               | Rinominata in Air Virginia. Operava BN Islander e Beech 99.                                                                            |
| Cargo 360                                | Washington           |          | GG       | GGC  | LONGHAUL               | Seattle–Tacoma                       | 2005       | 2008               | |
| Caribair                                 | Porto Rico           |          | ZQ       | SFG  | CARIB SUN              | San Juan                             | 1939       | 1973               | Confluita in Eastern Airlines. |
| Caribbean Express                        | Florida              |          |          |      |                        | Miami                                | 1983       | 1988               | Operava Embraer Bandeirante e Cessna 402B.                                                                                             |
| Caribbean Sun                            | Florida              |          |          |      |                        | Miami                                | 2002       | 2007               | |
| Carnival Air Lines                       | Florida              |          | KW       | CAA  | CARNIVAL AIR           | Fort Lauderdale–Hollywood            | 1988       | 1998               | Confluita in Pan Am (1996). |
| Cascade Airways                          | Washington           |          | CZ       | CCD  | CASCADE                | Seattle-Tacoma                       | 1969       | 1986               | |
| Casino Express Airlines                  | Nevada               |          | XP       | CXP  | CASINO EXPRESS         | Las Vegas McCarran                   | 1987       | 2005               | Rinominata in Xtra Airways. |
| Catalina Air Lines                       | California           |          |          | CAI  | CATALINA               | Long Beach                           | 1963       | 1967               | Acquisita da Golden West Airlines. |
| Catalina Air Transport                   | California           |          |          |      |                        | Long Beach                           | 1940       | 1953               | Rinominata in Avalon Air Transport. |
| Catalina Channel Airlines                | California           |          |          |      |                        | Pebble Beach                         | 1959       | 1966               | Fondata da Bob Hanley. Usava idrovolanti.                                                                                              |
| Catlin Aviation                          | Oklahoma             |          |          | CLN  | CATLIN                 | Durant Eaker Field                   | 1969       | 1969               | [ 345 ] |
| Catskill Airways                         | New York             |          | KF       | CSK  | CATSKILL               | Utica                                | 1966       | 1989               | Si è unita con Mohawk Airlines. |
| CCAir                                    | Carolina del nord    |          | ED       | CDL  | CAROLINA               | Charlotte Douglas                    | 1987       | 2002               | [ 347 ] |
| Centennial Airlines                      | Wyoming              |          | BE       | CNL  | WYO-AIR                | Laramie                              | 1981       | 1987               | Confluita in Mesa Airlines. |
| Cen-Tex Airlines                         | Texas                |          |          | CTX  | CEN-TEX                |                                      | 1981       | 1983               | [ 348 ] |
| Central Airlines (1934)                  | Virginia             |          |          |      |                        | Washington National                  | 1934       | 1936               | Confluita in Pennsylvania Airlines. Operava Stinson Model A.                                                                           |
| Central Airlines                         | Texas                |          |          |      |                        | Dallas Love Field                    | 1949       | 1967               | Confluita in Frontier Airlines (1950–1986).                                                                                            |
| Central American International           | California           |          |          |      |                        | Louisville                           | 1973       | 1987               | Fondata come Central American Airways Flying Service.                                                                                  |
| Central Iowa Airlines                    | Iowa                 |          |          |      |                        | Davenport                            | 1973       | 1973               | Operava DC-3. |
| Central State Airlines                   | Ohio                 |          |          |      |                        | Cleveland Shea Field                 | 1989       | 1990               | Operated BAe Jetstream |
| Centurion Air Cargo                      | Florida              |          | WE       | CWC  | CHALLENGE CARGO        | Miami                                | 1985       | 2018               | Formalmente conosciuta come Challenge Air Cargo.                                                                                       |
| Century 2000                             |                      |          |          |      |                        |                                      | 1971       | 1973               | [ 353 ] |
| Century Airlines                         | Michigan             |          |          |      |                        | Oakland County                       | 1973       | 1996               | Fondata come S.S. Airways. |
| Century Airlines                         | California           |          |          |      |                        | Arcata–Eureka                        | 1977       | 1981               | Fondata come Six Rivers Air Service.                                                                                                   |
| Century Pacific Air Lines                | California           |          |          |      |                        | Los Angeles                          | 1931       | 1932               | [ 356 ] |
| CF Air Freight                           |                      |          |          |      |                        |                                      | 1986       | 1989               | Fondata come Consolidated Freightways. Confluita in Emery Worldwide.                                                                   |
| CHA California Hawaiian                  |                      |          |          |      |                        |                                      | 1946       | 1962               | Vettore charter. |
| Chalk’s Flying Service                   | Florida              |          |          |      |                        | Miami                                | 1919       | 1936               | Rinominata in Chalk's International Airlines Operava Stinson Voyager.                                                                  |
| Chalk's International Airlines           | Florida              |          | BK       | CHK  | CHALKS                 | Miami Seaplane Base                  | 1996       | 1996               | Fondata come Red Arrow Flying Service nel 1917. Operava DHC-7 Dash 7, Grumman Albatross e Grumman Mallard.                             |
| Chalk’s Ocean Airways                    | Florida              |          | OP       | CHK  |                        | Miami                                | 1999       | 2005               | Rinominata in Chalk's International Airlines Operava Beech 1900D, Grumman G-73 Mallard e Saab 340A.                                    |
| Challenge Air Cargo                      | Florida              |          | WE       | CWC  | CHALLENGE CARGO        | Miami                                | 1985       | 2001               | Vettore charter. |
| Challenge Air International              | Florida              |          | VV       | OFF  | CHALLENGE AIR          | Miami                                | 1984       | 1987               | Precedentemente Challenge International Airlines.                                                                                      |
| Challenger Airlines                      | Wyoming              |          |          |      |                        | Laramie                              | 1947       | 1950               | Si è unita con Monarch Airlines (1946–1950) e Arizona Airways                                                                          |
| Champion Air                             | Minnesota            |          | MG       | CCP  | CHAMPION AIR           | Minneapolis–Saint Paul               | 1995       | 2008               | Creata da MGM Grand Air. |
| Channel Air Lift                         | Hawaii               |          |          |      |                        | Honolulu                             | 1967       | 1969               | Fallita. |
| Chapman Air                              |                      |          |          | EXR  | EXPRESS COURIER        |                                      | 1978       | 1985               | Rinominata in Flight Express, Inc. |
| Chapparal Airlines                       | Texas                |          | FC       | CPL  | CHAPPARAL              | Abilene                              | 1975       | 1990               | Confluita in Metro Airlines. |
| Charter Air Transport                    | Ohio                 |          | VC       |      |                        | Cleveland Hopkins                    | 1997       | 2015               | Rinominata in Via Airlines. |
| Charter Airlines                         | Florida              |          |          |      |                        | Gainesville                          | 1977       | 1979               | Fondata come Charterair Commuter Airline. Confluita in Mackey International Airlines. Operava Convair 580.                             |
| Charter One Airlines                     | Michigan             |          |          |      |                        | Detroit                              | 1980       | 1992               | Rinominata in Spirit Airlines. |
| Charterair Commuter Airlines             | Florida              |          | HO       |      | CITRUS                 | Gainesville                          | 1977       | 1979               | Rinominata in Charter Air Center. |
| Chatham Airlines                         |                      |          |          |      |                        |                                      | 1964       | 1970               | Fondata come Lemco Flying Services. |
| Chautauqua Airlines                      | Indiana              |          | RP       | CHQ  | CHAUTAUQUA             | Chicago O'Hare                       | 1973       | 2014               | |
| Cherokee Airlines                        |                      |          |          |      |                        |                                      |            |                    | |
| Cherokee Airtaxi                         | Florida              |          |          |      | CITRUS                 | Athens Ben Epps                      | 1968       | 1971               | [ 372 ] |
| Chesapeake Airways                       | Maryland             |          |          |      |                        | Salisbury–Ocean City                 | 1946       | 1965               | Confluita in Metro Airlines. |
| Chicago Air                              | Illinois             |          | CH       | CHGO | WILDONION              | Chicago Midway                       | 1985       | 1986               | |
| Chicago Airways                          | Illinois             |          |          |      |                        | Chicago O'Hare                       | 1959       | 1961               | [ 374 ] |
| Chicago and Southern Air Lines           | California           |          |          | CS   | CSA                    | Peoria Downing                       | 1933       | 1953               | Fondata come Pacific Seaboard Air Lines.Rinominata in Chicago and Southern Air Lines nel 1935. Si e unita con Delta Air Lines.         |
| Chicago Express Airlines                 | Illinois             |          | C8       | WDY  | WINDY CITY             | Chicago Midway                       | 1993       | 2005               | |
| Chicago Helicopter Airways               | Illinois             |          |          |      |                        | Chicago O'Hare                       | 1954       | 1965               | Fondata come Helicopter Air Service.                                                                                                   |
| Chippewa Air Commuter                    | Michigan             |          |          | CPW  | CHIPPEWA-AIR           | Manistee                             | 1977       | 1978               | [ 375 ] |
| Christiansen Air Service                 | Alaska               |          |          |      |                        | Anchorage                            | 1956       | 1956               | Acquisita da Cordova Airlines. |
| Christler Flying Services                | New York             |          |          | CHR  | CHRISTLER              |                                      | 1970       | 1979               | Irrorazione aerea. |
| Christler-Avery Aviation                 | Wyoming              |          |          |      |                        | Greybull                             | 1951       | 1961               | Fondata da Mel Christler e Morris Avery. Operava B-18 Bolo, B-25 Mitchell e Northrop Delta.                                            |
| Christman Air System                     | Pennsylvania         |          | SX       | CAS  | CHRISTMAN              | Washington County                    | 1977       | 1991               | [ 379 ] |
| Cimarron Aire                            | Oklahoma             |          |          | CMN  |                        | McAlester                            | 2004       | 2006               | [ 380 ] |
| CitationAir                              | Connecticut          |          |          | FIV  | FIVE STAR              | White Plains                         | 1998       | 2014               | [ 381 ] |
| CityLink Airlines                        |                      |          |          | HSR  | HOOSIER                |                                      | 2001       | 2002               | [ 382 ] |
| Clearwater Flying Service                | Idaho                |          |          | CFS  |                        | Orofino                              | 1977       | 1977               | Rinominata in Empire Airlines. |
| Cleveland-Detroit Air Line               | Ohio                 |          |          |      |                        | Cleveland Hopkins                    | 1927       | 1928               | [ 384 ] |
| Clifford Ball Airline                    | Pennsylvania         |          |          |      |                        | Bettis Field                         | 1927       | 1930               | Acquisita da Pennsylvania Airlines. |
| Clinton Aero                             | New York             |          | SS       | CVA  | CLINCO                 | Plattsburgh                          | 1971       | 1984               | Si è unita con Air North per creare Brockway Air.                                                                                      |
| Coastal Air                              | Georgia              |          |          |      |                        | Atlanta                              | 1975       | 1976               | Rinominata in Southeastern Commuter Airlines.                                                                                          |
| Coastal Air Freight                      |                      |          |          |      |                        |                                      |            |                    | Operava Fokker Super Universal. |
| Coastal Air Lines                        | California           |          |          |      |                        | San Francisco                        | 1947       | 1962               | Fondata come Coastal Cargo. |
| Coastal Airlines                         | Florida              |          |          |      |                        | St. Petersburg–Clearwater            | 1968       | 1969               | [ 389 ] |
| Coastal Airlines                         | Rhode Island         |          |          |      |                        | Warwick                              | 1983       | 1989               | Fondata come National Air. |
| Coastal Airways                          | Washington           |          | PN       | SQV  | COASTAL AIR            | Sequim Valley                        | 1982       | 1992               | Operava servizi territoriali. |
| Coastal Plains Commuter                  | Carolina del sud     |          |          |      |                        | Hilton Head                          | 1978       | 1979               | [ 392 ] |
| Cochise Airlines                         | Arizona              |          | DP       |      |                        | Tucson                               | 1971       | 1982               | |
| Coker Airfreight                         | Texas                |          |          |      |                        | Dallas Fort Worth                    | 1969       | 1984               | Rinominata in Skyfreighters. Operava DC-3.                                                                                             |
| Coleman Air Transport                    | Illinois             |          |          |      |                        | Chicago Rockford                     | 1977       | 1980               | Fondata da Philip Coleman. |
| Colgan Air                               | Tennessee            |          | 9L       | CJC  | COLGAN                 | Memphis                              | 1991       | 2012               | |
| Colonial Air Transport                   | New York             |          |          |      |                        | New York-LaGuardia                   | 1926       | 1930               | |
| Colonial Airlines                        | New Jersey           |          |          |      |                        | New York-LaGuardia                   | 1928       | 1956               | Fondata come Canadian Colonial Airways. Confluita in Eastern Air Lines.                                                                |
| Colonial Western Airways                 | New York             |          |          |      |                        | Albany                               | 1927       | 1929               | [ 395 ] |
| Colorado Airlines                        | Colorado             |          |          |      |                        | Crested Butte                        | 1977       | 1979               | Conosciuta come Crested Butte Air Service.                                                                                             |
| Columbia Air                             | Virginia             |          |          |      |                        | Washington National                  | 1981       | 1982               | [ 397 ] |
| Columbia Pacific Airlines                | Washington           |          | 7C       |      |                        | Seattle-Tacoma                       | 1977       | 2002               | Fondata come Execuair nel 1971. |
| Columbus Airlines                        | Florida              |          |          |      |                        | Fort Lauderdale–Hollywood            | 1995       | 1996               | Fondata come Liberty Airways. |
| Colvin Air Charter                       | Georgia              |          |          |      |                        | Athens Ben Epps                      | 1999       | 2004               | [ 400 ] |
| Comair                                   | Kentucky             |          | OH       | COM  | COMAIR                 | Cincinnati/Northern Kentucky Orlando | 1977       | 2012               | Chiusa da Delta Air Lines. |
| Comair Jet Express                       | Kentucky             |          |          |      |                        | Cincinnati/Northern Kentucky         | 2000       | 2001               | Sussisiaria di Delta Air Lines. |
| Comanche Air                             | Washington           |          |          |      |                        | Ephrata                              | 2000       | 2001               | [ 402 ] |
| Combs Airways                            | Colorado             |          |          |      |                        | Denver                               | 1957       | 1984               | Fondata come Combs Freightair. |
| Command Air                              | Dakota del nord      |          |          |      |                        |                                      | 1966       | 1969               | Confluita in Red Baron Airlines. |
| Command Airways                          | New York             |          | DD       | CMD  | COMMAND                | Hudson Valley                        | 1965       | 1988               | Rinominata in Flagship Airlines. |
| Commutair                                | Texas                |          |          |      |                        | Houston Bush                         | 1978       | 1980               | [ 405 ] |
| Commutaire International Airways         | Florida              |          |          |      |                        | Miami                                | 1976       | 1977               | [ 406 ] |
| Commute Air                              | Washington           |          |          |      |                        | Spokane                              | 1967       | 1968               | [ 407 ] |
| Commuter Airlines                        | New York             |          |          |      |                        | Greater Binghamton                   | 1964       | 1984               | Fondata come Broome County Aviation.                                                                                                   |
| Commuter Airlines                        | Iowa                 |          |          |      |                        | Sioux City                           | 1965       | 1971               | [ 408 ] |
| Compass Airlines                         | Minnesota            |          | CP       | CPZ  | COMPASS                | Minneapolis–Saint Paul               | 2006       | 2020               | Fallimento a causa della Pandemia di COVID-19.                                                                                         |
| Concord Airlines                         | New Jersey           |          |          |      |                        |                                      | 1970       | 1971               | [ 410 ] |
| Concord International Airlines           | Florida              |          |          |      |                        |                                      | 1980       | 1982               | Fondata come Jet Freight Cargo. |
| Connectair                               | California           |          |          | CCR  | CONNECTAIR             | Santa Barbara                        | 1980       | 1984               | [ 412 ] |
| Conner Air Lines                         | Florida              |          | CS       |      |                        | Miami                                | 1948       | 1992               | Operava C-46, DC-3, DC-6 e DC-8. |
| Connie Kalitta Services                  | Michigan             |          |          | CKS  | CONNIE                 | Cincinnati/Northern Kentucky         | 1967       | 1984               | |
| Conquest Airlines                        | Texas                |          | 5C       | CAC  | CONQUEST               | San Antonio                          | 1986       | 1997               | Acquisita da Air L.A. |
| Conquest Sun Airlines                    | Georgia              |          |          |      |                        | Atlanta                              | 1993       | 1994               | Rinominata in AirTran Airways. |
| Continental Air Services, Inc            | Nevada               |          |          |      |                        | Los Angeles                          | 1965       |                    | Sussidiaria di Continental Airlines.                                                                                                   |
| Continental Airlines                     | Texas                |          | CO       | COA  | CONTINENTAL            | Houston Bush                         | 1937       | 2012               | Confluita in United Airlines. |
| Continental Charters                     | Florida              |          |          |      |                        | Miami                                | 1945       | 1959               | [ 415 ] |
| Continental Connection                   |                      |          |          |      |                        | Cleveland Hopkins                    |            | 2012               | Confluita in United Express. |
| Continental Express                      | Texas                |          | CO       |      | Continental Express    | Cleveland Hopkins                    | 1986       | 2012               | Confluita in United Express. |
| Continental Lite                         |                      |          |          |      |                        | Cleveland Hopkins                    | 1993       | 1995               | Sussidiaria di Continental Airlines.                                                                                                   |
| Continental Micronesia                   | Guam                 |          | CS       | CMI  | AIR MIKE               | Guam                                 | 1968       | 2010               | Fondata come Air Micronesia. Sussidiaria di Continental Airlines fino al 2012.                                                         |
| Continental West                         | Texas                |          | CO       |      |                        | Los Angeles                          | 1985       | 1986               | Nuova divisione di Texas Air Corporation.                                                                                              |
| Contract Air Cargo                       | Michigan             |          |          | TSU  | TRANSAUTO              | Oakland County                       | 1983       | 2005               | Rinominata in Gulf and Caribbean Cargo.                                                                                                |
| Cook Inlet Aviation                      | Alaska               |          |          | CKA  | COOK-AIR               | Homer                                | 1989       |                    | Rinominata in Inlet Airlines. |
| Copper State Airlines                    | Arizona              |          |          | ROD  | ROADRUNNER             | Douglas                              | 1980       | 1982               | [ 418 ] |
| Coral Air                                | Isole Vergini        |          | VY       | VYK  |                        | Saint Croix                          | 1980       | 1985               | Acquisite le operazioni di Eastern Caribbean Airlines. Operava GAF Nomad, Embraer Bandeirante e Twin Otter.                            |
| Cordova Airlines                         | Alaska               |          |          |      |                        | Cordova                              | 1934       | 1968               | Acquisita da Alaska Airlines. |
| Coronado Flyers                          | California           |          |          |      |                        |                                      | 1975       | 1981               | Operava DC-3. |
| Corporate Air Fleet                      | Tennessee            |          |          | CTX  | CATBIRD                | Nashville                            | 1978       | 1998               | [ 422 ] |
| Corporate Airlines                       | Tennessee            |          | 3C       | CEA  | CORP X                 | Smyrna                               | 1996       | 2007               | Rinominata in RegionsAir nel 2004. |
| Corporate Express Airlines               | Tennessee            |          |          |      |                        | Nashville                            | 1996       | 1998               | Rinominata in Corporate Airlines. |
| Cortland Air Company                     | Ohio                 |          |          |      |                        | Youngstown–Warren                    | 2003       | 2009               | [ 425 ] |
| Cosmopolitan Airlines                    | New York             |          |          |      |                        | Republic                             | 1978       | 1980               | |
| Cromwell Air Lines                       | Texas                |          |          |      |                        | Dallas Love Field                    | 1929       | 1931               | Operava Stinson Aircraft Company |
| Cross Sound Commuter                     | Washington           |          |          |      |                        | Seattle–Tacoma                       | 1970       | 1974               | [ 427 ] |
| Crown Airways                            | Pennsylvania         |          |          | CRO  | CROWN AIRWAYS          | DuBois                               | 1969       | 1994               | Fondata come Allegheny Commuter. |
| Cryderman Air Service                    | Michigan             |          |          |      |                        | Oakland County                       | 1977       | 1978               | [ 428 ] |
| Crystal Air Aviation                     | California           |          |          |      |                        | Van Nuys                             | 2007       | 2012               | Rinominata in Fuga Air Charter. |
| Crystal Shamrock Airlines                | Minnesota            |          |          | CYT  | CRYSTAL AIR            | Minneapolis Crystal                  | 1972       | 1991               | |
| Cumberland Airlines                      | Maryland             |          | NQ       |      |                        | Greater Cumberland                   | 1969       | 1988               | Fondata come Nicholson Air Services |
| Curtiss Flying Service                   | Massachusetts        |          |          |      |                        | Boston                               | 1929       | 1932               | Operava aerei anfibi. |
| Curtiss Metropolitan Airplane Company    | Florida              |          |          |      |                        | Miami-Opa Locka                      | 1921       | 1924               | Fondata come America Trans-Oceanic Company.                                                                                            |
| Custom Air Transport                     | Florida              |          | 5R       | CTT  | CATT                   | Fort Lauderdale–Hollywood            | 1985       | 2008               | |
| Cutter Flying Service                    | Nuovo Messico        |          |          |      |                        | Albuquerque                          | 1969       | 1969               | [ 432 ] |